# Musaranya de Yunnan
La musaranya de Yunnan (Sorex excelsus) és una espècie d'eulipotifle de la família de les musaranyes (Soricidae). Viu a la Xina i, possiblement, el Nepal.